# Réseau de blogs
Un réseau de blogs est un groupe de blogs interconnectés au sein d'un réseau. Ce peut être des blogs indépendants liés l'un à l'autre par des hyperliens et/ou un partenariat entre leurs propriétaires, ou une série de sites possédés par la même entreprise.
Un tel réseau vise habituellement à renforcer la promotion des blogs qui en font partie, et donc augmenter les revenus publicitaires générés par la publicité en ligne.